# Erichswalde
Erichswalde war ein Ort im Kreis Heiligenbeil in Ostpreußen. Seine Ortsstelle gehört heute zum Munizipalkreis Rajon Bagrationowsk (Stadtkreis Preußisch Eylau) in der Oblast Kaliningrad (Gebiet Königsberg (Preußen)) der Russischen Föderation.

## Geographische Lage
Die Ortsstelle Erichswaldes liegt wenige Kilometer nördlich der heutigen russisch-polnischen Staatsgrenze (EU-Außengrenze) im südlichen Westen der Oblast Kaliningrad im früher so genannten „Rippener Wald“. Bis zur früheren Kreisstadt Heiligenbeil (russisch Mamonowo) sind es 16 Kilometer in westlicher Richtung. Die heutige Rajonshauptstadt Bagrationowsk (deutsch Preußisch Eylau) liegt 31 Kilometer in östlicher Richtung entfernt.

## Geschichte
Bei Erichswalde handelte es sich um eine 1860 gegründete Privat-Försterei. Die kleine Siedlung war  Wohnplatz im Gutsbezirk Rippen (russisch Sowchosnoje) im ostpreußischen Kreis Heiligenbeil. Vor 1908 wurde das Forsthaus Erichswalde als Teil des Gutsbezirks Rippens in den Amtsbezirk Wesselshöfen (russisch Puschkino) umgegliedert. Der Gutsbezirk Rippen erhielt 1928 eine Umwandlung zu einer Landgemeinde.
Erichswalde wurde 1945 in Kriegsfolge mit dem gesamten nördlichen Ostpreußen an die Sowjetunion abgetreten. Seine Spur verliert sich bereits in den ersten Nachkriegsjahren, bekommt Erichswalde doch keinen russischen Namen, und auch eine etwaige Zuordnung zu einem Dorfsowjet nach 1947 ist nirgendwo erwähnt. So gilt der kleine Ort schon bald als verwaist und heute als untergegangen. Seine Ortsstelle liegt im Rajon Bagrationowsk (Stadtkreis Preußisch Eylau) in der russischen Oblast Kaliningrad (Gebiet Königsberg (Preußen)).

## Religion
Mit seiner fast ausnahmslos evangelischen Bevölkerung war die Försterei Erichswalde bis 1945 in den Sprengel Hermsdorf der Vereinigten Kirchengemeinden Hermsdorf-Pellen (Pogranitschny (RUS)-Piele (PL)) eingepfarrt.

## Verkehr
Die kaum noch wahrnehmbare Ortsstelle von Erichswalde liegt an der Kommunalstraße 27K-157 (Kornewo–Laduschkin) unweit der Kreuzung mit der Regionalstraße 27A-002 (ex R 516, heutige E 28, einstige „Berlinka“).